# Stefania Piersanti
Stefania Piersanti (* 10. August 1965 in Rom) ist eine italienische Archivarin. Sie ist seit dem 1. Januar 2022 die Direktorin des Staatsarchivs Venedig, wobei sie den ersten Direktor des Hauses darstellt, der mit der Führung digitaler Archive befasst ist.
Ihre Laurea erwarb sie im Bereich der Italienischen Literatur. Ihren Master absolvierte sie im Bereich Digitale Konservierung, genauer: formazione, gestione e conservazione di archivi digitali in ambito pubblico e privato, eine Ausbildung, die in Italien nur in Macerata angeboten wird. Danach arbeitete sie an der römischen Scuola di Archivistica.
Von 2012 bis 2017 arbeitete sie an der Soprintendenza archivistica e bibliografica della Liguria zu Genua und war dort für die öffentlichen und privaten Archive in Ligurien zuständig. Zuvor hatte sie am Staatsarchiv Rom geforscht, zum Teil als Stipendiatin, aber auch in Bologna.